# Закон Швеції про імена
Закон Швеції про імена (швед. Namnlagen) — назва Закону зі шведського законодавства (нормативний акт № 1982:670, діюча редакція від 1 березня 2012 р.). Що набрав чинності від 1 січня 1983 року. Він регулює один з багатьох елементів громадянського життя в Швеції, шведські права громадян та обов'язки щодо особистих імен. Назва закону поширюється також на громадян, які проживають у Швеції. Закон замінив попередньо створений зі старою назвою цього ж Закону (нормативний акт SFS 1963:521), який був першим у своєму роді. І раніше надавання імені регулювалося його нормами. Закон від 5 грудня 1901 р. про прийняття прізвища й імені, був дещо змінений та доповнений законодавчим органом влади в 1919 р., у 1920 р., у 1921 р., у 1922 р., у 1931 р., у 1946 р. і 1962 р..
Даний закон описує, як людина може набути прізвище й ім'я або втратити право на нього. Для деяких прізвищ та імен є додатковий захист в ім'я закону. Закону має керівні принципи, що не підходить до деяких імен та прізвищ, що деякі можуть брати з некерованої фантазії. Наприклад, він не дозволяє взяти ім'я та прізвище, які можуть бути сприйняті як назви залізничної станції чи поштового відділення.